# Gib doch nach
Gib doch nach ist ein Lied der deutschen Singer-Songwriterin Madeline Juno aus dem Jahr 2019. Das Stück ist die zweite Singleauskopplung aus ihrem vierten Studioalbum Was bleibt.

## Entstehung und Artwork
Das Lied wurde von der Interpretin selbst, gemeinsam mit dem britischen Musiker Oliver Epsom (Oliver Som), geschrieben. Som zeichnete zudem auch für die Instrumentierung, Produktion und die Programmierung des Schlagzeugs verantwortlich. Für die Instrumentierung spielte er unter anderem den Bass, das Piano und den Synthesizer ein. Das Mastering erfolgte durch Zino Mikorey Mastering in Berlin, unter der Leitung des Studioinhabers Zino Mikorey.
Während Juno bei der Produktion zu Gib doch nach einmalig mit Mikorey zusammengearbeitet hat, war Som bereits in verschiedenen Funktionen an den Produktionen zu Salvation (Februar 2016), Waldbrand (September 2016) und DNA (September 2017) beteiligt.
Auf dem Frontcover der Single ist Juno zu sehen. Sie trägt eine orangefarbene Jacke und steht hinter einem Tisch, auf dem sie sich nach vorne übergebeugt und mit ihren Ellenbogen abstützt. Die Fotografie stammt vom Berliner Filmemacher und Fotografen Danny Jungslund, der in den Folgejahren immer wieder mit Juno arbeitete. Das Fotoshooting fand am 19. März 2019 statt, präsentiert wurde das Cover erstmals am 4. April 2019. Es handelt sich dabei um das gleiche Coverbild, das auch auf den Folgesingles Grund genug (Juli 2019) und Automatisch (Mai 2019) sowie dem Album Was bleibt (September 2019) verwendet wurde.

## Veröffentlichung und Promotion
Die Erstveröffentlichung von Gib doch nach erfolgte als Single am 12. April 2019 bei Embassy of Music. Diese erschien als digitaler Einzeltrack zum Download und Streaming. Der Vertrieb erfolgte durch Warner Music, verlegt wurde das Lied durch BMG Rights Management und Universal Music Publishing. Am 6. September 2019 erschien Grund genug als Teil von Junos vierten Studioalbum Was bleibt (Katalognummer: 5054197047404), dessen vierte Singleauskopplung es ist. Am gleichen Tag erschien eine zusätzliche Akustik EP zum Album (Katalognummer: 5054197047411), auf der auch eine akustische Darbietung zu Gib doch nach enthalten ist.

## Inhalt
| „Was bringt mir Liebe, wenn sie keiner haben will? Wozu die Stille, wenn ich sowieso nicht schlaf’? Gib doch nach, gib doch nach, gib doch nach. Was bringt mir Liebe, wenn sie keiner haben will? Wozu die Stille, wenn ich sowieso nicht schlaf’? Gib doch nach, gib doch nach, gib doch nach.“ – Refrain, Originalauszug | Der Liedtext zu Gib doch nach ist in deutscher Sprache verfasst und stammt von der Interpretin selbst sowie Oliver Som. Beide komponierten zugleich die Musik in der Tonart d-Moll mit 98 Schläge pro Minute. Musikalisch bewegt sich das Lied im Bereich der Popmusik. Inhaltlich handelt es sich bei Grund genug um einen Titel, der das Thema Verlustangst verarbeitet. Das Lied erzähle jedoch keine spezifische Geschichte, sondern porträtiere eher, wie sich Panikattacken, in denen man irrational handele und denke, anfühlen würden. Juno selbst beschrieb das Lied mit folfgenden Worten: „Bei dem Song Gib doch nach gibt es keine richtige Handlung, sondern es ist eine Situation, ein Daseinszustand, der in Form eines Textes aufgefasst wurde. Eigentlich geht es um Momente, in denen ich zum Beispiel völlig irrational denke oder vielleicht gar nicht denke, sondern einfach durchdrehe und irrational handle. All das wollte ich in einen Song packen. Der Song hat einen tragenden Beat, es ist keine Ballade und ich wollte, dass es antreibt und dennoch diesen „emotionalen Abfuck“ einfängt“. |

Aufgebaut ist das Lied aus zwei Strophen, einem Refrain und einer Bridge. Es beginnt mit der ersten Stophe, die als Fünfzeiler geschrieben wurde. An diese schließt sich zunächst der vierzeilige Prechorus an, ehe der eigentliche Refrain mit seinen sechs Zeilen einsetzt. Während sich der Prechorus aus einem sich wiederholenden Zweizeiler zusammensetzt, besteht der Refrain aus einem sich wiederholenden Dreizeiler. Der gleiche Aufbau wiederholt sich mit der zweiten Strophe, nur das der Prechorus diesmal aus lediglich zwei und der Refrain aus drei Zeilen besteht, somit auf die Wiederholungen verzichtet wird. Nach dem zweiten Refrain setzt als musikalisches Zwischenspiel die Bridge ein, die ebenfalls als Sechszeiler geschrieben wurde, ehe das Lied mit dem dritten Refrain endet. Dieser steigt sofort mit dem Hauptteil ein und endet mit einer erweiterten Schlusszeile, in dem Phrase „Gib doch nach“ ein weiteres Mal widerholt wird.

## Musikvideo
Das Musikvideo zu Gib doch nach wurde am 8. April 2019 in Berlin gedreht und feierte seine Premiere am Tag der Singleveröffentlichung auf der Videoplattform YouTube. Es zeigt Juno, die das Lied an verschiedenen Schauplätzen singt, darunter nachts in einem Auto, in einem Wohnzimmer mit älteren Möbeln oder auch in einer Art Gewächshaus. In einigen Szenen sieht man die Sängerin auch zusammen mit einer Frau und einem Mann; mal wie sie sich körperlich nahe stehen, mal wie sie auf Abstand zueinander gehen. Die Gesamtlänge des Videos beträgt 3:34 Minuten. Regie führte der in Berlin ansässige Filmemacher Arrigo Reuss, der auch beim Musikvideo zur Nachfolge-Single Automatisch Regie führte. Bis Mai 2025 zählte das Video über 1,1 Millionen Aufrufe auf YouTube.

## Mitwirkende
| Liedproduktion - Oliver Epsom (Oliver Som): Bass, Komposition, Liedtext, Musikproduktion, Piano, Programmierung, Synthesizer - Madeline Juno: Gesang, Komposition, Liedtext - Zino Mikory: Mastering Unternehmen - BMG Rights Management: Verlag - Embassy of Music: Musiklabel - Universal Music Publishing: Verlag - Warner Music Group: Vertrieb - Zino Mikorey Mastering: Tonstudio | Visualisierung (Cover) - Danny Jungslund: Fotografie Musikvideo - Phillipp Droste: Produzent - Alexander Jung: Beleuchtung - Elias C. J. Köhler: Kamera - Kevin Kunz: Haare, Schminke - Max Maeckler: Set-Runner - Joko Neumann: Kameraassistenz - Thomas Otto: Farbkorrektur, Produzent - Arrigo Reuss: Regie, Schnitt |

## Rezensionen
Matthias Reichel von CDStarts bewertete das Album Was bleibt mit sechs von zehn Punkten. Der Rezensent beschrieb das Gesamtergebnis als nicht so spektakulär, wie beispielsweise ein Taylor-Swift-Album, dafür aber grundsolide und gut zwischen reiner Popmusik und Singer-Songwriter-Attitüde ausgependelt. Zwar führe der akustisch gehaltene Opener Zu zweit allein den Hörer zuerst auf eine falsche Folk-Pop-Fährte, die aber gleich im Anschluss mit Grund genug aufgelöst würde, indem sich dezente Beats in den Vordergrund schieben, die sich im Verlauf des Albums als zentrales Element herausstellen sollen und auch in Balladen wir Gib doch nach vorkämen.
Katharina Bruckschwaiger vom deutschsprachigen E-Zine Plattentests.de vergab vier von möglichen zehn Punkten für das Album. Dabei präsentiere sich Juno zunächst als Texterin zwischen den Stilen. Da wären etwa die Coldplay-Leadgitarre in Grund genug, die „Imogen-Heap-Vocals“ im Refrain zu New York oder den fast schon aggressiven Hip-Hop-Beat in Borderline. Schade nur, dass der betriebene Eklektizismus stets an der Wasseroberfläche bliebe, sodass wirkliche Wagnisse „formatradiogerecht“ vermieden würden. Manchmal gehe die Mixtur von Anfang an nach hinten los, wie in Gib doch nach. „Was bringt mir Liebe, wenn sie keiner haben will?“, schmachte Juno „engelsgleich“ im Prechorus, dann setze der „weichgezeichnete Mallorca-Dancehall“ ein und verwandele das Lied in seine eigene Persiflage.